# Vojaški red Marije Terezije

Vojaški red Marije Terezije (nemško Militär-Maria-Theresien-Orden) je bil vojaško odlikovanje Habsburške monarhije, Avstrijskega cesarstva in  Avstro-Ogrske, ki je bil ustanovljen 18. junija 1757 na ukaz Marije Terezije. 
Namen reda je bilo odlikovati častnike, ki so se še posebej odlikovali med bojevanjem v obrambi cesarstva. Pri kandidacijskem postopku je bila pomembna edino vojaška kariera; narodnost, starost in čin niso vplivali na podelitev.
Prejemniki viteškega križca so bili upravičeni tudi do naziva vitez (Ritter) in so bili sprejeti na dvor. V primeru dodatne prošnje so lahko prejeli dedni naziv barona. Vdove prejemnikov reda so bile upravičene do polovice moževe pokojnine do konca življenja.

## Stopnje odlikovanja
Prvotno je red imel dve stopnji: 
- veliki križec
- viteški križec

15. oktobra 1765 je Jožef II. Habsburško-Lotarinški dodal še:
- poveljniški križec

in k velikemu križcu (z lento) še naprsno zvezdo.

## Prenehanje
Z razpadom Avstro-Ogrske je red prenehal obstajati. V času obstoja so podelili 1241 teh odlikovanj različnih stopenj.